# Boek van de Zhou
Het Boek van de Zhou of Zhoushu is een van de boeken uit de Vierentwintig Geschiedenissen, de verzameling officiële geschiedenissen van Chinese keizerlijke dynastieën. Het werk is samengesteld door een staatscommissie onder leiding van Linghu Defen (令狐德棻, 583-666), werd gepresenteerd in 636 en beschrijft de geschiedenis van de Westelijke Wei (535-556) en de Noordelijke Zhou-dynastie (557-581), beide behorende tot de Noordelijke Dynastieën.

## Ontstaan
in 621 verzocht ambtenaar-literaat Linghu Defen keizer Gaozu om, zolang er nog bronnenmateriaal beschikbaar was, officiële geschiedenissen van zes voorafgaande dynastieën samen te laten stellen. Dit voorstel werd goedgekeurd, maar ook weer opgegeven, de opzet bleek te ambitieus. In 629 of 630 gaf keizer Taizong een nieuwe opdracht, nu beperkt tot de samenstelling van de geschiedenis van vijf voorafgaande dynastieën, de Liang, Chen, Qi, Zhou en Sui. Hiervoor werd een 'Historiografisch Bureau' (shi guan, 史館) opgericht, verbonden aan het Keizerlijk Secretariaat. Linghu Defen, sinds 622 'Onderdirecteur van de Keizerlijke Bibliotheek' (Mishu Cheng, 秘書丞) kreeg opdracht om een geschiedenis van de Noordelijke Zhou-dynastie samen te stellen. Hij werd daarbij ondersteund door Cen Wenben (岑文本, 595-645) en Cui Renshi (崔仁師, fl. 618–636). Het werk werd voltooid in 636 en omvatte 50 juan, namelijk acht keizerlijke annalen en 42 exemplarische overleveringen. Gedurende die tijd had Linghu Defen ook meegewerkt aan de samenstelling van het Boek van de Liang, Boek van de Chen, Boek van de Noordelijke Qi en Boek van de Sui. Deze boeken werden eveneens in 636 gepresenteerd.
Het Boek van de Zhou was gebaseerd op werken die tijdens de Westelijke Wei en Noordelijke Zhou waren samengesteld. Liu Qiu (柳糾, 501-554) was vanaf 550 verantwoordelijk voor de Dagboeken van activiteit en rust en had zo directe toegang tot relevant bronnenmateriaal. Een van zijn opvolgers was Niu Hong (牛弘, 545-610), die onder de Sui-dynastie een Zhou shi (周史) in 18 juan samenstelde, een niet voltooide, maar ook niet bewaard gebleven geschiedenis van de Zhou-dynastie. Dit werk vormde de basis voor het Boek van de Zhou. Verder is waarschijnlijk gebruik gemaakt van genealogische overzichten, familiegeschiedenissen en mondeling overgeleverde herinneringen van betrokkenen. Het bronnenmateriaal voor de Noordelijke Zhou moet in ieder geval beperkt zijn geweest.

## Verdere ontwikkeling
Het werk werd bekritiseerd door de historicus Liu Zhiji (661-721). Hij had een afkeer van de archaïsche schrijfstijl van Linghu Defen, die daarbij waarschijnlijk Liu Qiu en Niu Hong had gevolgd. Primaire bronnen zijn hierdoor niet in hun oorspronkelijke versie doorgegeven. Verder was het werk volgens hem geen echte optekening. Sommige biografieën zouden alleen zijn opgenomen, omdat nakomelingen onder de Tang-dynastie een hoge positie hadden verworven. Zo bleef de belangstelling voor Zoushu beperkt, zeker nadat in 659 de Geschiedenis van het Noorden (Beishi) was verschenen, waarin de Noordelijke Dynastieën als een geheel zijn beschreven. Het manuscript van Zoushu in de keizerlijke bibliotheek was aan het begin van de 11e eeuw dan ook verre van compleet. Zo waren juan 18, 24, 26, 31, 32, en mogelijk ook 36 volledig zoek geraakt, net als een groot deel van juan 21. In een poging het werk te reconstrueren werd gebruik gemaakt van bewaard gebleven teksten uit de Tang-tijd die waren gebaseerd op de oorspronkelijke Zhoushu, zoals Beishi en het nu verloren geraakte Gaoshi xiaoshi (高氏小史) door Gao Jun (高峻, fl. 806-820). De herstelde versie werd in 1144 voor het eerst gedrukt in Sichuan en vormt de basis voor het huidige werk. Echter, ook hierna raakten nog delen van het werk verloren. Zo staan er in Cefu yuangui (冊府元龜), een encyclopedie uit 1005, citaten uit juan 6 en 39 van Zhoushu, die niet meer in het huidige werk voorkomen.
Ondanks dit alles blijft Zoushu een belangrijk historisch document. Dit geldt vooral voor de beschrijving van de drie grote oorlogen tussen Noordelijke Zhou en Noordelijke Qi (de twee opvolgerstaten van de Noordelijke Wei) en de ontwikkeling van het "prefecturale soldaten"-systeem (fubing, 府兵) en het gelijke veldsysteem.

## Inhoud
Het huidige werk bevat 50 juan en volgt de vorm van jizhuanti van Shiji en Hanshu, zij het dat slechts twee van de vijf mogelijke categorieën daadwerkelijk zijn gebruikt. De verhandelingen die horen bij de Noordelijke Zhou zijn samen met die van Liang (502-557), Chen (557-589), Noordelijke Qi (550-577) en Sui (581-618) behandeld in een eigen boek, Wudaishi zhi (五代史志 Verhandelingen van de vijf dynastieke geschiedenissen) dat later een integraal onderdeel werd van het Boek van de Sui. 
| dynastieke geschiedenis | benji (annalen) | shijia (erfelijke geslachten | biao (tabellen) | zhi (verhandelingen) | liezhuan (biografieën) | Totaal aantal juan |
| ----------------------- | --------------- | ---------------------------- | --------------- | -------------------- | ---------------------- | ------------------ |
| Zhoushu                 | 8               | -                            | -               | -                    | 42                     | 50                 |

Grote stukken van het oorspronkelijke werk waren reeds bij het begin van de (noordelijke) Song-dynastie (960) verloren geraakt. Dit geldt zeker voor delen uit de hoofdstukken 18, 24, 26, 31 en 32 en voor de commentaren die de samensteller oorspronkelijk aan het eind van elk hoofdstuk had gezet.

### Annalen
Ji (紀, annalen), 8 juan. Keizerlijke biografieën in strikt annalistische vorm die een chronologisch overzicht bieden van de belangrijkste gebeurtenissen, bezien vanuit het keizerlijke hof. Yuwen Tai (juan 1-2) was geen keizer, maar regent voor de keizers van de Westelijke Wei-dynastie. De annalen van die keizers bevinden zich niet in Zhoushu, maar in juan 5 van de Geschiedenis van het Noorden. De annalen van de eerste keizer van de Noordelijke Zhou, keizer Xiaomin (Yuwen Jue) staan in juan 3.
Juan 1-8:
| juan  | Titel              | Vertaling      | Opmerkingen |
| ----- | ------------------ | -------------- | --- |
| 1, 2. | Wendi (文帝)       | keizer Wen     | Bedoeld is Yuwen Tai (宇文泰, 507–556), sinds 534 regent en daarmee feitelijk machthebber onder de Westelijke Wei-dynastie. Postume naam: keizer Taizu Wen (北周太祖文帝, Beizhou Taizu Wendi) |
| 3.    | Xiaomindi (孝閔帝) | keizer Xiaomin | Annalen van keizer Xiaomin (北周孝閔帝, r.557). Bedoeld is Yuwen Jue (宇文覺, 542–557), eerste keizer van de Noordelijke Zhou.                                                                 |
| 4.    | Mingdi (明帝)      | keizer Ming    | Annalen van keizer Ming (北周明帝, r.557-560). Bedoeld is Yuwen Yu (宇文毓, 534–560). |
| 5. 6. | Wudi (武帝)        | keizer Wu      | Annalen van keizer Wu (北周武帝, r.560-578). Bedoeld is Yuwen Yong (宇文邕, 543–578). |
| 7.    | Xuandi (宣帝)      | keizer Xuan    | Annalen van keizer Xuan (北周宣帝, r.578-579). Bedoeld is Yuwen Yun (宇文贇, 559–580). |
| 8.    | Jingdi (靜帝)      | keizer Jing    | Annalen van keizer Jing (北周靜帝, r.579-581). Bedoeld is Yuwen Yan (宇文衍, latere naam Yuwen Chan, 宇文闡, 573–581).                                                                         |

### Exemplarische overleveringen
Liezhuan (列傳, exemplarische overleveringen, vaak aangeduid als biografieën), 42 juan. Biografieën van belangrijke personen. De biografie beperkte zich tot het beschrijven van gebeurtenissen die het exemplarische karakter van de betreffende persoon duidelijk moesten maken. Juan 9 bevat biografieën van keizerinnen en juan 10-13 die van keizerlijke prinsen. Juan 45-47 zijn collectieve biografieën, waarbij de beschreven personen in categorieën zijn geplaatst. Juan 48 bevat een biografie van  Xiao Cha (蕭詧, keizer Xuan 梁宣帝, r.555-561), stichter van de Westelijke (ook: Latere) Liang-dynastie (後梁, 555–587), zijn familieleden en hofhouding. De twee laatste juan bevatten overleveringen uit omringende gebieden.
Juan 9-50:
| juan    | Titel | Vertaling | Opmerkingen |
| ------- | --- | --- | --- |
| 9.      | huanghou liezhuan (皇后 源彪) | biografieën van keizerinnen | Genoemd worden: - Wendi Yuan huanghou (文帝元皇后, †551), concubine van Yuwen Tai. Zij kwam van de Yuan-clan van Henan. - Wendi Xuan Chinu huanghou (文帝宣叱奴皇后, †574), concubine van Yuwen Tai. Zij kwam van de Chinu-clan, ontving van haar zoon Yuwen Yong (keizer Wu, r.560-578) in 561 de titel keizerin-weduwe. Formele titel: keizerin Xuan. - Xiaomindi Yuan huanghou (孝閔帝元皇后, †616), Yuan Humo (元胡摩) van de Yuan-clan van Henan was een dochter van keizer Wen (Yuan Baoju, r.535-551) van de Westelijke Wei-dynastie. Zij huwde rond 550 Yuwen Jue en nadat haar echtgenoot in 557 de eerste heerser van Noordelijke Zhou werd, ontving zij de titel Hemelse prinses. Toen Yuwen Jue later in 557 door Yuwen Hu werd gedood, werd zij onder dwang een boeddhistische non. Nadat Yuwen Yong (keizer Wu, r.560-578) Yuwen Hu in 572 had gedood, ontving Yuwen Jue postuum de titel keizer Xiaomin en Yuan Humo die van keizerin Xiaomin. Na de machtsovername door de Sui-dynastie in 581 verliet zij het paleis. - Mingdi Dugu huanghou (明帝獨孤皇后, †558), van de Dugu clan van Henan, was echtgenote van Yuwen Yu (keizer Ming, r.557-560), zij ontving van hem postuum de titel keizerin Mingjing (明敬皇后) - Wudi Ashina huanghou (武帝阿史那皇后, 551–582), van de clan Ashina van het Rijk der Göktürken, werd in 568 keizerin van keizer Wu (r.560-578). Na zijn overlijden werd ze keizerin-weduwe (Huang Taihou, 皇太后)). Zij overleefde de machtsovername door de Sui in 581. Haar postume naam is Ashina Wucheng (阿史那武成) - Wudi Li huanghou (武帝李皇后, 535–588), Li Ezi (李娥姿, 535–588), concubine van keizer Wu, ontving na zijn dood in 578 samen met keizerin Ashina de titel keizerin-weduwe (Di Taihou, 帝太后). Na de machtsovername door de Sui in 581 werd zij een boeddhistische non en veranderde haar naam in Changbei (常悲) - Xuandi Yang huanghou (宣帝楊皇后), Yang Lihua (楊麗華, 561–609), dochter van Yang Jian (de latere stichter van de Sui-dynastie), huwde in 573 kroonprins Yuwen Yun. Toen hij in 578 keizer (Xuandi) werd, benoemde hij haar tot keizerin. Nadat hij in 579 vrijwillig aftrad, ontving zij de titel Tianyuan Huanghou (天元皇后, keizerin Tianyuan). Hij benoemde nog vier (!) andere keizerinnen. Na de machtsovername door haar vader in 581 en de vestiging van de Sui-dynastie ontving zijn dochter in 586 de titel prinses Leping (樂平公主). - Xuandi Zhu huanghou (宣帝朱皇后), Zhu Manyue (朱滿月, 547–586), concubine van Xuandi en moeder van Yuwen Yan (宇文衍), de laatste keizer van Noordelijke Zhou. Na zijn aftreden in 579 benoemde Xuandi haar tot keizerin. Zij ontving de titel Tianyuan Di Hou (天元帝后). Na de machtsovername door de Sui in 581 werd zij een boeddhistische non en koos als naam Fajing (法淨). - Xuandi Chen huanghou (宣帝陳皇后), Chen Yueyi (陳月儀, 565–650), concubine van Xuandi. Na zijn aftreden in 579 benoemde hij haar tot keizerin. Zij ontving de titel Tian Zhuo Huanghou (天左皇后). Na de machtsovername door de Sui in 581 werd zij een boeddhistische non en koos als naam Huaguang (華光) en bereikte een hoge leeftijd. - Xuandi Yuan huanghou (宣帝元皇后), Yuan Leshang (元樂尚, 565-?), concubine van Xuandi. Na zijn aftreden in 579 benoemde hij haar tot keizerin. Zij ontving de titel Tian You Huanghou (天右皇后). Na de machtsovername door de Sui in 581 werd zij een boeddhistische non en koos als naam Huasheng (華勝). Haar jaar van overlijden is onbekend. - Xuandi Yuchi huanghou (宣帝尉遲皇后), Yuchi Chifan (尉遲熾繁, 566–595) was oorspronkelijk gehuwd met Yuwen Wen (宇文溫), keizer Xuandi kreeg een seksuele relatie met haar, liet Yuwen Wen doden en maakte haar tot zijn concubine met als titel Zhangguifei (長貴妃). Vervolgens werd zij zijn vijfde keizerin en kreeg de titel Tianzuo Da Huanghou (天左大皇后). Na de machtsovername door de Sui in 581 werd zij een boeddhistische non en koos als naam Huashou (華首). - Jingdi Sima huanghou (靜帝司馬皇后), Sima Lingji (司馬令姬) werd in 579 tot echtgenote van keizer Jing (r.579-581) verklaard. Hij was de laatste keizer van de Noordelijke Zhou en op dat moment zes jaar oud. Na de machtsovername door de Sui in 581 werd de jongen gedood. Sima Lingji huwde later met Li Dan (李丹), gouverneur van een provincie. Haar jaar van overlijden is onbekend, maar zij zou nog hebben geleefd onder keizer Taizong (r.626–649). |
| 10.     | Shaohui gong Hao Qijian gong Lian Juzhuang gong Luosheng Yuguo gong Zhong liezhuan (邵惠公顥 杞簡公連 莒莊公洛生 虞國公仲 列傳)                                                                                           | biografieën van hertog Hao van Shaohui, hertog Lian van Qijian, hertog Luosheng van Juzhuang en hertog Zhong van Yuguo                                                 | Bedoeld zijn broers van Yuwen Tai: - Shaohui gong Hao (邵惠公顥): Yuwen Hao (宇文顥, 490-524), hertog van Shaohui, broer van Yuwen Tai - Yuwen Shifei (宇文什肥), zoon van Yuwen Hao - Yuwen Qianren (宇文乾仁), zoon van Yuwen Zhou (冑) en kleinzoon van Yuwen Hao - Yuwen Dao (宇文導), zoon van Yuwen Hao - Yuwen Guang (宇文廣), zoon van Yuwen Dao - Yuwen Liang (宇文亮), zoon van Yuwen Dao - Yuwen Yi (宇文翼), zoon van Yuwen Dao - Yuwen Chun (宇文椿), zoon van Yuwen Dao - Yuwen Zhong (宇文眾), zoon van Yuwen Dao - Qijian gong Lian (杞簡公連): Yuwen Lian (宇文連, †524), hertog van Qijian, broer van Yuwen Tai - Juzhuang gong Luosheng (莒莊公洛生): Yuwen Luosheng (宇文洛生, †528), hertog van Juzhuang, broer van Yuwen Tai - Yuwen Pudi (宇文菩提), zoon van Yuwen Luosheng - Yuwen Zhi (宇文至), kleinzoon van Yuwen Luosheng - Yuguo gong Zhong (虞國公仲): Yuwen Zhong (宇文仲), hertog van Yuguo - Yuwen Xing (宇文興), zoon van Yuwen Zhong - Yuwen Luo (宇文洛), zoon van Yuwen Xing |
| 11.     | Jindang gong Hu Chi Luoxie Feng Qian liezhuan (晉蕩公護 叱羅協 馮遷 列傳) | biografieën van hertog Hu van Jindang, Chi Luoxie en Feng Qian | Yuwen Hu (宇文護, 513-572), hertog van Jindang (晉蕩公護). Feitelijke machthebber 557-572, dwong de laatste keizer van de Westelijke Wei tot afstand, liet zijn beide opvolgers, keizer Xiaomin (Yuwen Jue) en keizer Ming (Yuwen Yu) doden, maar werd in 572 op bevel van keizer Wu (Yuwen Yong) zelf vermoord. - Verder zijn in een aanhangsel (附, fu) vermeld: - Chi Luoxie (叱羅協) - Feng Qian (馮遷, 501-578), minister |
| 12.     | Qiyang wang Xian liezhuan (齊煬王憲 列傳) | biografie van prins Xian van Qiyang | Bedoeld is Yuwen Xian (宇文憲, 545-578), prins van Qiyang (齊煬王憲), belangrijke legerleider onder keizer Wu. |
| 13.     | Wen Xiaomin Ming Wu Xuan zi liezhuan (文閔明武宣諸子 列傳) | biografieën van de zonen van Wen, Xiaomin, Ming, Wu, en Xuan | Bedoeld zijn: Dertien zonen van Yuwen Tai (keizer Wen, 文帝子): - Yuwen Yu (宇文毓), keizer Ming (明皇帝, 534–560), 1e zoon - Yuwen Zhen (宇文震), hertog Songxian (宋獻公, †550), 2e zoon - Yuwen Jue (宇文覺), keizer Xiaomin (孝閔皇帝, 542–557), 3e zoon - Yuwen Yong (宇文邕), keizer Wu (武皇帝, 543–578), 4e zoon - Yuwen Xian (宇文憲), prins Qiyang (齊煬王, 545–578), 5e zoon - Yuwen Zhi (宇文直), prins Weila (衞剌王, †574), 6e zoon - Yuwen Zhao (宇文招), prins Zhaojian (趙僭王, †581), 7e zoon - Yuwen Jian (宇文儉), prins Qiaoxiao (譙孝王, 551–578), 8e zoon - Yuwen Chun (宇文純), prins Chenhuo (陳惑王, †581), 9e zpon - Yuwen Sheng (宇文盛), prins Yueye (越野王, †581), 10e zoon - Yuwen Da (宇文達), prins Daibi (代奰王, †581), 11e zoon - Yuwen Tong (宇文通), prins Jikang (冀康公, 555–571), 12e zoon - Yuwen You (宇文逌), prins Tengwen (滕聞王, 556–581), 13e zoon Eén zoon van keizer Xiaomin (孝閔帝子): - Yuwen Kang (宇文康), prins Jili (紀厲王, †576), 1e zoon Drie zonen van keizer Ming (明帝子): - Yuwen Xian (宇文賢), prins Bila (畢剌王, 559–580), 1e zoon - Yuwen Zhen (宇文貞), prins Feng (酆王, †581), 2e zoon - Yuwen Shi (宇文實), prins Song (宋王, †581), 3e zoon Zeven zonen van keizer Wu (武帝子): - Yuwen Yun (宇文贇), keizer Xuan (宣皇帝, 559–580), 1e zoon - Yuwen Zan (宇文贊), prins Han (漢王, †581), 2e zoon - Yuwen Zhi (宇文贄), prins Qin (秦王, †581), 3e zoon - Yuwen Yun (宇文允), prins Cao (曹王, †581), 4e zoon - Yuwen Chong (宇文充), prins Dao (道王, †581), 5e zoon - Yuwen Dui (宇文兌), prins Cai (蔡王, †581), 6e zoon - Yuwen Yuan (宇文元), prins Jing (荊王, †581), 7e zoon Drie zonen van keizer Xuan (宣帝子): - Yuwen Chan (宇文闡), keizer Jing (靜皇帝, 573–581), 1e zoon - Yuwen Kan (宇文衎), prins Lai (萊王, †581), 2e zoon - Yuwen Shu (宇文術), prins Ying (郢王, †581), 3e zoon |
| 14.     | Heba Sheng xiongYun diYue Houmochen Yue Nian Xian liezhuan (賀拔勝 兄允 弟岳 侯莫陳悅 念賢 列傳) | biografieën van Heba Sheng, oudere broer Yun, jongere broer Yue, Houmochen Yue en Nian Xian                                                                            | Bedoeld zijn: - Heba Sheng (賀拔勝, †544) - Heba Yun (賀拔允, 487-534) - Heba Yue 賀拔岳, †534) - Houmochen Yue (侯莫陳悅), generaal - Nian Xian (念賢, †539), generaal onder de noordelijke en westelijke wei |
| 15.     | Kou Luo Li Bi ziHui diBiao Yu Jin ziShi liezhuan (寇洛 李弼 子輝 弟㯹 于謹 子寔 列傳) | biografieën van Kou Luo, Li Bi, zoon Hui, jongere broer Biao, Yu Jin, zoon Shi                                                                                         | Bedoeld zijn: - Kou Luo (寇洛) - Li Bi (李弼, 494-557) - Li Hui (李暉) - Li Biao (弟檦) - Yu Jin (于謹) - Yu Shi (于寔, †581) |
| 16.     | Zhao Gui, Du Guxin, Houmochen Chong liezhuan (趙貴 獨孤信 侯莫陳崇 十二大將軍 列傳) | biografieën van Zhao Gui, Dugu Xin en Houmochen Chong | Bedoeld zijn: - Zhao Gui (趙貴, †557) - Dugu Xin (獨孤信, 503-557) - Dugu Luo (獨孤羅), hertog van Shu (蜀恭公), eerste zoon - Dugu Shan (獨孤善), hertog Jun van Henei (河内郡公), tweede zoon - Houmochen Chong (侯莫陳崇, †563) - Houmochen Rui 侯莫陳芮), zoon van Chong - Houmochen Qiong 侯莫陳瓊, jongere broer (van Chong) - Houmochen Kai 侯莫陳凱, jongere broer (van Qiong) |
| 17.     | Liang Yu Ruogan Hui Yi Feng Liu Liang Wang De liezhuan (梁禦 若干惠 怡峯 劉亮 王德 列傳) | biografieën van Liang Yu, Ruogan Hui, Yi Feng, Liu Liang en Wang De | Bedoeld zijn: - Liang Yu (梁禦, 505-538) - Ruogan Hui 若干惠, †547), generaal, vader van keizerin Ruogan (若干皇后), echtgenote van keizer Gong (Yuan Kuo, r.553-556) Yuan Kuo) van de Westelijke Wei-dynastie - Yi Feng (怡峯, 500-549) - Liu Liang 劉亮, 507-546) - Wang De (王德) |
| 18.     | Wang Pi Wang Sizheng liezhuan (王羆 王思政 列傳) | biografieën van Wang Pi en Wang Sizheng | Bedoeld zijn: - Wang Pi (王羆, †541), legerleider onder de noordelijke en westelijke Wei - Wang Qingyuan (王慶遠) - Wang Shu (王述), kleinzoon (孫) - Wang Sizheng (王思政, †550) |
| 19.     | Daxi Wu ziZhen Houmochen Shun Doulu Ning diYongen Yuwen Gui Yang Zhong Wang Xiong liezhuan (達奚武 子震 侯莫陳順 豆盧寧 弟永恩 宇文貴 楊忠 王雄 列傳)                                                                     | biografieën van Daxi Wu, Zi Zhen, Houmochen Shun, Doulu Ning, jongere broer Yongen, Yuwen Gui, Yang Zhong en Wang Xiong                                                | Bedoeld zijn: - Daxi Wu (達奚武, 504-570) - Daxi Zhen (達奚震), zoon - Houmochen Shun (侯莫陳順, †557) - Doulu Ning (豆盧寧, 500-565) - Doulu Yongen (豆盧永恩), jongere broer - Yuwen Gui (宇文貴, †568) - Yang Zhong (楊忠, 507-568) - Wang Xiong (王雄, 507-564) |
| 20.     | Wang Meng (ziLi MaoHelan xiongziXian) Xiang Yuichi Gang Chilie Fugui Yan Qing liezhuan (王盟 (子勵 懋 兄子顯) 賀蘭祥 尉遲綱 叱列伏龜 閻慶 列傳)                                                                           | biografieën van Wang Meng, (zoon Li, Mao, kind van oudere broer Xian) Helan Xiang, Yuchi Gang, Chilie Fugui en Yan Qing                                                | Bedoeld zijn: - Wang Meng (王盟, †545) - Wang Li (王勵, 512-537), zoon van Meng - Wang Mao (王懋, 515-559), zoon van Meng - Wang Xian (王顯), kind van oudere broer - Helan Xiang (賀蘭祥, 515-562) - Yuchi Gang (尉遲綱, 517-569) - Chilie Fugui (叱列伏龜, †551) - Yan Qing (閻慶) |
| 21.     | Weichi Jiong Wang Qian Sima Xiaonan liezhuan (尉遲迥 王謙 司馬消難 列傳) | biografieën van Weichi Jiong, Wang Qian en Sima Xiaonan | Bedoeld zijn: - Yuchi Jiong (尉遲迥, 516-580) - Wang Qian (王謙, †580) - Sima Xiaonan (司馬消難) |
| 22.     | Zhou Huida; Feng Jing; Yang Kuan; xiong Mu (en) Jian Liu Qing Zi Ji liezhuan (周惠達 馮景 楊寬 兄穆 儉 柳慶 子機 列傳) | biografieën van Zhou Huida, Feng Jing, Yang Kuan, oudere broers Mu en Jian, Liu Qing en Zi Ji                                                                          | Bedoeld zijn: - Zhou Huida (周惠達, †544) - Feng Jing (馮景) - Yang Kuan (楊寬) - Yang Mu (楊穆), oudere broer Kuan - Yang Jian (楊儉), oudere broer Kuan - Yang Jun (楊鈞, †524) - Liu Qing (柳慶, 517-566) - Liu Ji (柳機, 539-594), zoon Qing - Liu Hong (柳弘, 540-570), zoon Qing |
| 23.     | Su Chuo diChun liezhuan (蘇綽 列傳) | biografie van Su Chuo en jongere broer Chun | - Su Chuo (蘇綽, 498-546), politicus en literaat uit de Westelijke Wei-dynastie - Su Chun (蘇椿), jongere broer |
| 24.     | Lu Bian liezhuan (盧辯 列傳) | biografie van Lu Bian | Lu Bian (盧辯) |
| 25.     | Li Xian (diYuan YuanziZhiJi) liezhuan (李賢 (弟遠 遠子植 基) 列傳) | biografieën van Li Xian (zijn broer Yuan, zoons van Yuan Zhi en Ji) | Bedoeld zijn: - Liu Xian (李賢, 504-569) - Liu Yuan (李遠, 507-557) jongere broer van Xian - Liu Zhi (李植), zoon van Yuan - Liu Ji (李基), zoon van Yuan |
| 26.     | Zhang Sunjian Zhangsun Shaoyuan diCheng xiongziSi Husi Zheng liezhuan (長孫儉 長孫紹遠 (弟澄 兄子兕) 斛斯徵 列傳) | biografieën van Zhang Sunjian, Zhangsun Shaoyuan, (jongere broer Cheng, zoon oudere broer Si) en Husi Zheng                                                            | bedoeld zijn: - Zhang Sunjian (長孫儉, 492-569) - Zhangsun Shaoyuan (長孫紹遠, 506-565) - Zhangsun Cheng (長孫澄), jongere broer Shaoyuan - Zhangsun Si (長孫兕), zoon oudere broer Shaoyuan - Husi Zheng (斛斯徵, 529-584) |
| 27.     | Helian Da Han Guo Cai You Chang Shan Xin Wei She Dichang Tian Hong Liang Chun Liang Tai Yuwen Ce diShen liezhuan (赫連達 韓果 蔡祐 常善 辛威 厙狄昌 田弘 梁椿 梁臺 宇文測 弟深 列傳)                                      | biografieën van Helian Da, Han Guo, Cai You, Chang Shan, Xin Wei, She Dichang, Tian Hong, Liang Chun, Liang Tai, Yuwen Ce en broer Shen                                | Bedoeld zijn: - Helian Da (赫連達, †573) - Han Guo (韓果, †572) - Cai You (蔡祐) - Chang Shan (常善, 502-565) - Xin Wei (辛威, 512-580) - She Dichang (厙狄昌) - Tian Hong (田弘, 511-575) - Liang Chun (梁椿, 501-561) - Liang Tai (梁臺) - Yuwen Ce (宇文測, 484-537) - Yuwen Shen (宇文深, †568), jongere broer van Ce |
| 28.     | Shi Ning Lu Teng He Ruodun Quan Jingxuan Guo Xian liezhuan (史寧 陸騰 賀若敦 權景宣 郭賢 列傳) | biografieën van Shi Ning, Lu Teng, He Ruodun, Quan Jingxuan en Guo Xian                                                                                                | Bedoeld zijn: - Shi Ning (史寧, †563) - Lu Teng (陸騰, †578) - He Ruodun (賀若敦, 517-565) - Quan Jingxuan (權景宣, †567) - Guo Xian (郭賢) |
| 29.     | Wang Jie Wang Yong Yuwen Qiu Yuwen Cheng diQiu Geng Hao Gao Lin Li He Yi Loumu Yang Shao Wang Ya Daxi Shi Liu Xiong Hou Zhi liezhuan (王傑 王勇 宇文虯 宇文盛 弟丘 耿豪 高琳 李和 伊婁穆 楊紹 王雅 達奚寔 劉雄 侯植 列傳) | biografieën van Wang Jie, Wang Yong, Yuwen Qiu, Yu Wencheng, jongere broer Qiu, Geng Hao, Gao Lin, Li He, Yi Loumu, Yang Shao, Wang Ya, Daxi Shi, Liu Xiong en Hou Zhi | Bedoeld zijn: - Wang Jie (王傑, 515-579) - Wang Yong (王勇) - Yuwen Qiu (宇文虯, †550) - Yuwen Sheng (宇文盛, †580) - Yuwen Qiu (宇文丘), jongere broer Sheng - Geng Hao (耿豪, 506-550) - Gao Lin (高琳, 497-572) - Li He (李和, †582) - Yi Loumu (伊婁穆) - Yang Shao (楊紹, 498-572) - Wang Ya (王雅, †560) - Daxi Shi (達奚寔, 513-561) - Liu Xiong (劉雄) - Hou Zhi (侯植) |
| 30.     | Dou Chi xiongziYi Yu Yi Li Mu liezhuan (竇熾 兄子毅 于翼 李穆 列傳) | biografieën van Dou Chi, zoon van oudere broer Yi, Yu Yi en Li Mu | Bedoeld zijn: - Dou Chi (竇熾, 507-584) - Dou Yi (竇毅, 519-583), zoon van Dou Yue (竇岳), oudere broer van Chi. - Yu Yi (于翼, †582) - Li Mu (李穆, 510-586) |
| 31.     | Wei Xiaokuan Wei Xiong Liang Shiyan liezhuan (韋孝寬 韋敻 梁士彥 列傳) | biografieën van Wei Xiaokuan, Wei Xiong en Liang Shiyan | Bedoeld zijn: - Wei Xiaokuan (韋孝寬, 509–580), generaal onder Westelijke Wei en noordelijke Zhou - Wei Xiong (韋敻, 502-578) - Liang Shiyan (梁士彥, 515-586) |
| 32.     | Shen Hui Lu Tong diCheng Liu Min ziAng Lu Rou Tang Jin liezhuan (申徽 陸通 弟逞 柳敏 子昂 盧柔 唐瑾 列傳) | biografieën van Shen Hui, Lu Tong, jongere broer Cheng, Liu Min, zoon Ang, Lu Rou en Tang Jin                                                                          | Bedoeld zijn: - Shen Hui (申徽, †571) - Lu Tong (陸通, †572) - Lu Cheng (陸逞, †570), jongere broer van Tong - Liu Min (柳敏, †581) - Liu Ang (子昂), zoon van Min - Lu Rou (盧柔) - Tang Jin (唐瑾) |
| 33.     | She Dizhi Yang Jian Zhao Gang Wang Qian Zhao Chang Wang Yue Zhao Wenbiao liezhuan (厙狄峙 楊荐 趙剛 王慶 趙昶 王悅 趙文表 列傳)                                                                                           | biografieën van She Dizhi, Yang Jian, Zhao Gang, Wang Qian, Zhao Chang, Wang Yue en Zhao Wenbiao                                                                       | Bedoeld zijn: - She Dizhi厙狄峙, †570) - Yang Jian 楊荐) - Zhao Gang (趙剛) - Wang Qian (王慶) - Zhao Chang (趙昶) - Wang Yue (王悅, †561) - Zhao Wenbiao (趙文表) |
| 34.     | Zhao Shan Yuan Ding Yang Biao Han Sheng Pei Kuan (diHan) Yang Fu liezhuan (趙善 元定 楊摽 韓盛 裴寬 (弟漢 尼 族弟鴻) 楊敷 列傳)                                                                                           | biografieën van Zhao Shan, Yuan Ding, Yang Biao, Hang Sheng Pei Kuan (jongere broer Han) en Yang Fu                                                                    | Bedoeld zijn: - Zhao Shan (趙善, †570) - Yuan Ding (元定, †567) - Yang Biao (楊𢷋) - Han Sheng (韓盛) - Pei Kuan (裴寬) - Pei Han (弟漢), jongere broer van Kuan - Yang Fu (楊敷) |
| 35.     | Zheng Xiaomu Cui Qian diShuo ShuoziHongdu Cui You Pei Xia Xue Duan (diYu) Xue Shan (diShen) liezhuan (鄭孝穆 崔謙 弟說 說子弘度 崔猷 裴俠 薛端 (弟裕) 薛善 弟慎 (弟慎 敬珍 珍從兄祥) 列傳)                                | biografieën van Zheng Xiaomu, Cui Qian, jongere broer Shuo, zoon Hongdu van Shuo, Cui You, Pei Xia, Xue Duan, jongere broer Yu, Xue Shan (jongere broer Shen )         | Bedoeld zijn: - Zheng Xiaomu (鄭孝穆) - Cui Qian (崔謙, †569) - Cui Shuo (崔說), jongere broer van Qian - Cui Hongdu (崔弘度), zoon van Shuo - Cui You (崔猷, †584) - Pei Xia (裴俠, †559) - Xue Duan (薛端, 515-558) - Xue Yu (薛裕), jongere broer - Xue Shan (薛善) - Xue Shen (薛慎), jongere broer |
| 36.     | Zheng Wei Yang Zuan Duan Yong Wang Shiliang Cui Yanmu Ling Huzheng Sima Yi Pei Guo liezhuan (鄭偉 楊纂 段永 王士良 崔彥穆 令狐整 司馬裔 裴果 列傳)                                                                        | biografieën van Zheng Wei, Yang Zuan, Duan Yong, Wang Shiliang, Cui Yanmu, Ling Huzheng, Sima Yi en Pei Guo                                                            | Bedoeld zijn: - Zheng Wei (鄭偉, 515-571) - Zu Rending (族人頂) - Yang Zuan (楊纂) - Duan Yong (段永, 503-570) - Wang Shiliang (王士良) - Cui Yanmu (崔彥穆, †581) - Ling Huzheng (令狐整, 513-573) - Ling Xi (令熙), zoon - Ling Xiu (令休), jongere broer - Sima Yi (司馬裔) - Sima Kan (司馬偘), zoon - Pei Guo (裴果, †567) - Liu Zhi (劉志) |
| 37.     | Kuo Jun Han Bao Zhao Su Zhang Gui Li Yan Guo Yan Pei Wenju Gao Bin liezhuan (寇儁 韓襃 趙肅 張軌 李彥 郭彥 裴文舉 高賓 列傳)                                                                                              | biografieën van Kuo Jun, Han Bao, Zhao Su, Zhang Gui, Li Yan, Guo Yan, Pei Wenju en Gao Bin                                                                            | Bedoeld zijn: - Kuo Jun (寇儁 - Han Bao 韓襃, †572) - Zhao Su (趙肅 - Xu Zhao (徐招 - Zhang Gui (張軌, 501-555) - Li Yan (李彥) - Guo Yan (郭彥) - Pei Wenju (裴文舉, †578) - Pei Sui 裴邃), vader van Wenju - Gao Bin (高賓, 502-572) |
| 38.     | Su Liang Liu Qiu Lu Sili Xue Cheng Xue Zhi Li Chang Yuan Wei liezhuan (蘇亮 柳虯 呂思禮 薛憕 薛寘 李昶 元偉 列傳) | biografieën van Su Liang, Liu Qiu, Lu Sili, Xue Cheng, Xue Zhi, Li Chang en Yuan Wei                                                                                   | Bedoeld zijn: - Su Liang (蘇亮) - Su Zhan (蘇湛), jongere broer - Su Rang (蘇讓), jongere broer - Liu Qiu (柳虯, 502-555) - Lu Sili (呂思禮) - Xue Cheng (薛憕) - Xue Zhi (薛寘) - Li Chang (李昶, 333-351) - Tan Zhu (檀翥) - Yuan Wei (元偉) |
| 39.     | Wei Zhen Liang Xin Huang Fufan Xin Qingzhi Wang Zizhi Du Gao liezhuan (韋瑱 梁昕 皇甫璠 辛慶之 王子直 杜杲 列傳) | biografieën van Wei Zhen, Liang Xin, Huang Fufan, Xin Qingzhi, Wang Zizhi en Du Gao                                                                                    | Bedoeld zijn: - Wei Zhen (韋瑱) - Liang Xin (梁昕) - Huang Fufan (皇甫璠, †577) - Xin Qingzhi (辛慶之) - Zu ziAng (族子昂) - Wang Zizhi (王子直) - Du Gao (杜杲) |
| 40.     | Wei Chiyun Wang Gui Yuwen Shenju Yuwen Xiaobo Yan Zhiyi liezhuan (尉遲運 王軌 宇文神舉 宇文孝伯 顏之儀 列傳) | biografieën van Wei Chiyun, Wang Gui, Yuwen Shenju, Yuwen Xiaobo en Yan Zhiyi                                                                                          | Bedoeld zijn: - Wei Chiyun (尉遲運) - Wang Gui (王軌, †579) - Yuwen Shenju (宇文神舉, 532-579) - Yuwen Xianhe (宇文顯和, 497-554), vader van Shenju - Yuwen Xiaobo (宇文孝伯, 544-579) - Yan Zhiyi (顏之儀, 523-591) - Yue Yun 樂運 |
| 41.     | Wang Bao Yu Xin liezhuan (王襃 庾信 列傳) | biografieën van Wang Bao en Yu Xin | Bedoeld zijn: - Wang Bao (王襃, 513-576) - Yu Xin (庾信, 513-581) |
| 42.     | Xiao Hui Xiao Shiyi Xiao Yuansu Xiao Dahuan Zong Lin Liu Fan Liu Xia liezhuan (蕭撝 蕭世怡 蕭圓肅 蕭大圜 宗懍 劉璠 柳霞 列傳)                                                                                             | biografieën van Xiao Hui, Xiao Shiyi, Xiao Yuansu, Xiao Dahuan, Zong Lin, Liu Fan en Liu Xia                                                                           | Bedoeld zijn: - Xiao Hui (蕭撝, 515-573) - Xiao Shiyi (蕭世怡, 518-568) - Xiao Yuansu (蕭圓肅, 539-584) - Xiao Dahuan (蕭大圜, 542-580) - Zong Lin (宗懍) - Liu Fan (劉璠) - Liu Xiang (劉祥), zoon - Liu Xia (柳霞) - Liu Jing (柳靖), zoon - Liu Zhuang (柳莊), zoon |
| 43.     | Li Yansun Wei You Han Xiong Chen Xin Wei Xuan liezhuan (李延孫 韋祐 韓雄 陳忻 魏玄 列傳) | biografieën van Li Yansun, Wei You, Han Xiong, Chen Xin en Wei Xuan | Bedoeld zijn: - Li Yansun (李延孫) - Wei You (韋祐, †549) - Han Xiong (韓雄) - Chen Xin (陳忻) - Wei Xuan (魏玄) |
| 44.     | Quan Qi; Li Qianzhe; Yang Ganyun; Fu Meng; Yang Xiong; Xi Gu; Ren Guo liezhuan (泉企 李遷哲 楊乾運 扶猛 陽雄 席固 任果 列傳)                                                                                              | biografieën van Quan Qi, Li Qianzhe, Yang Ganyun, Fu Meng, Yang Xiong, Xi Gu en Ren Guo                                                                                | Bedoeld zijn: - Quan Qi (泉企) - Quan Yuanli (泉元禮), zoon - Quan Zhongzun (泉仲遵), zoon - Li Qianzhe (李遷哲, 511-574) - Yang Ganyun (楊乾運) - Fu Meng (扶猛, †560) - Yang Xiong (陽雄) - Xi Gu (席固) - Xi Shiya (席世雅), zoon - Ren Guo (任果) |
| 45.     | rulin liezhuan (儒林 列傳) | biografieën (uit het woud) van confucianistische geleerden | Genoemd worden: - Lu Dan (盧誕) - Lu Guang (盧光, 506-567) - Shen Zhong (沈重) - Fan Shen (樊深) - Xiong Ansheng (熊安生) - Yue Xun (樂遜) |
| 46.     | xiaoyi liezhuan (孝義 列傳) | biografieën van personen met kinderlijke piëteit | Genoemd worden: - Li Tang (李棠) - Liu Gui (柳檜, 507-552) - Du Shupi (杜叔毗, †567) - Jing Ke (荊可) - Qin Zu (秦族) - Huang Fuxia (皇甫遐) - Zhang Yuan (張元) |
| 47.     | yishi liezhuan (藝術 列傳) | biografieën van magiërs en voorspellers | Genoemd worden: - Ji Jun (冀儁) - Jiang Sheng (蔣昇) - Yaoseng Yuan (姚僧垣, 499-583) - Yaoseng Zui (姚僧最, 536-602), 2e zoon - Li Jingxi (黎景熙) - Zhao Wenshen (趙文深) - Chu Gai (褚該) - Qiang Liang (強練) - Wei Yuansong (衞元嵩) |
| 48.     | Xiao Cha liezhuan (蕭詧 列傳) | biografie van Xiao Cha | Bedoeld is Xiao Cha (蕭詧, 519–562), keizer Xuan van de Latere (ook: Westelijke) Liang-dynastie, 555-562. Naast 蕭詧 Xiao Cha worden in een aanhangsel (附, fu) de volgende nakomelingen en leden van zijn hofhouding genoemd: nakomelingen van Xiao Cha: - Xiao Kui (蕭巋, 542-585), kroonprins (vanaf 555), later keizer Ming van Westelijke Liang (r.562–585) - Xiao Cong (蕭琮, 558-607), zoon van Kui, kroonprins, later keizer Jing van Westelijke Liang (r.585-587) - Xiao Huan (蕭瓛, 569-589), zoon van Kui, prins van Jinlin, geëxecuteerd 589 - Xiao Liao (蕭嶚, †550), oudste zoon van Xiao Cha, erfopvolger, postume titel kroonprins Xiaohui - Xiao Yan (蕭巖, †589), prins van Anping (geëxecuteerd 589), 5e zoon van Xiao Cha - Xiao Ji (蕭岌, †566), prins Xiao van Dongping, 6e zoon van Xiao Cha - Xiao Cen (蕭岑, †?), prins van Hejian, onder de Sui-dynastie hertog van Huaiyi, 8e zoon van Xiao Cha Hofhouding: - Caida Bao (蔡大寶) - Caida Ye (弟大業), jongere broer van Bao - Wang Cao (王操) - Wei Yide (魏益德) - Yin Zheng (尹正) - Xue Hui (薛暉) - Xu Xiaojing (許孝敬) - Zhen Xuancheng (甄玄成) - Liu Ying (劉盈) - Cen Shangfang (岑善方) - Fu Zhun (傅准) - Zong Ruzhou (宗如周) - Xiao Xin (蕭欣) - Liu Yang (柳洋) - Xu Yue (徐岳) - Wang Xuan (王㳬) - Fan Di (范迪) - Shen Junyou (沈君游) - Yuan Chang (袁敞) |
| 49, 50. | zhouyu liezhuan (異域 列傳) | overleveringen van omringende gebieden | Genoemd worden: - Gaoli (高麗): Koguryo - Baiji (百濟): Paekche (Baekje) - Man (蠻) - Liao (獠) - Dang?changqiang (宕昌羌) - Dengzhiqiang (鄧至羌) - Bailan (白蘭) - Di (氐) - Jihu (稽胡) - Kumoxi (庫莫奚) - Tujue (突厥): Rijk der Göktürken - Tuyuhun (吐谷渾) - Gaochang (高昌, (高昌, ook bekend als Khocho), oasestad aan de Zijderoute - Shanshan (鄯善), Kroraina, oasestad in het huidige Xinjiang aan de Zijderoute - Yanqi Guo (焉耆國): Karasahr, oasestad in het huidige Xinjiang aan de Zijderoute - Guizi Guo (龜茲國): Kuqa (Kucha) - Yutian Guo (于闐國): Hotan - Yeda Guo (囐噠國): Hephthalieten - Sute Guo (粟特國): Sogdië - Anxi Guo (安息國): Parthen - Bosi Guo (波斯國): Sassaniden |

## Chinese tekst
De Zhonghua-uitgave van de Vierentwintig Geschiedenissen is de meest gebruikte uitgave. De teksten zijn voorzien van leestekens, ingedeeld in paragrafen en geschreven in traditionele karakters. Zowel van de oorspronkelijke als van de herziene uitgave zijn talrijke herdrukken verschenen, die onderling op details kunnen afwijken.
- 令狐德棻, 《周書》 (50卷), 北京 (中華書局), 1971 (Linghu Defen, Zhoushu (50 juan), Beijing (Zhonghua shu ju), 1971), 3 delen, 932 pp. Herziene herdruk 1995, ISBN 9787101021288.

De Zhonghua-uitgave is ook digitaal beschikbaar via het project Scripta Sinica van de Academia Sinica, Taipei (zie: externe links).

## Vertalingen
Er is geen volledige vertaling van de Zhoushu in een westerse taal. Er zijn wel vertalingen van losse hoofdstukken:
- Dien, Albert E., Biography of Yü-wen Hu, Berkeley, (University of California Press) 1962, (serie: Chinese Dynastic Histories Translations, no. 9). Herdruk 2021, ISBN 9780520337954.

Vertaling van juan 11.
- Goodrich, Chauncey Shafter, Biography of Su Ch'o, Berkeley (University of California Press) 1953 (Serie: Chinese Dynastic Histories Translations, no. 3).

Vertaling van juan 23, herziene herdruk 1961.
- Miller, Roy Andrew, Accounts of Western Nations in the History of the Northern Chou Dynasty (Translated and annotated by Roy Andrew Miller), Berkeley (University of California Press) 1959, (Serie: Chinese Dynastic Histories Translations, no. 6).

Vertaling van juan 50, 10b-17b.

## Geraadpleegde literatuur
- (en)  Pearce, Scott, Zhou Shu in: Chennault, Cynthia L. e.a. (eds.), Early Medieval Chinese Texts. A Bibliographical Guide, Berkeley (Institute of East Asian Studies) 2015, (China Research Monograph 71), ISBN 978-9-00419-240-9, pp. 510-513.
- (en)  Knechtges, David R., Zhou shu (History of the Zhou) in: Knechtges, David R. en Chang Taiping (red.), Ancient and Early Medieval Literature. A Reference Guide (Handbuch der Orientalistik; 4. Abt., China; vol.25/3), Leiden (Brill) 2014, deel III, ISBN 978-90-04-26788-6, pp. 2290-2291.